# Bielice (gemeente)
De gemeente Bielice maakt deel uit van powiat Pyrzycki. Aangrenzende gemeenten:
- Kozielice en Pyrzyce (powiat Pyrzycki)
- Banie, Gryfino en Stare Czarnowo (powiat Gryfiński)

De zetel van de gemeente is in dorp Bielice.
De gemeente beslaat 11,6% van de totale oppervlakte van de powiat.

## Demografie
De gemeente heeft 7,1% van het aantal inwoners van de powiat.

## Plaatsen
- Bielice (DuitsBeelitz, dorp)

Administratieve plaatsen (sołectwo) van de gemeente Bielice:
- Babin, Babinek, Będgoszcz, Chabowo, Chabówko, Linie, Nowe Chrapowo, Nowe Linie, Parsów, Stare Chrapowo en Swochowo.